# Набіль Маалул
Набіль Маалул (араб. نبيل معلول, нар. 25 грудня 1962, Туніс) — туніський футболіст, що грав на позиції півзахисника. По завершенні ігрової кар'єри — тренер. З 2018 року очолює тренерський штаб катарського клубу «Аль-Духаїль».
Виступав, зокрема, за клуб «Есперанс», а також національну збірну Тунісу. Згодом тренував національну команду своєї країни, зокрема на чемпіонаті світу 2018 року.

## Клубна кар'єра
У дорослому футболі дебютував 1981 року виступами за команду клубу «Есперанс», в якій провів вісім сезонів. 
Згодом з 1989 по 1999 рік грав у складі команд клубів «Ганновер 96», «Есперанс», «Бізертен» та «Клуб Африкен».
Завершив професійну ігрову кар'єру у клубі «Аль-Аглі», за команду якого виступав протягом 1999—2000 років.

## Виступи за збірну
У 1982 році дебютував в офіційних матчах у складі національної збірної Тунісу. Протягом кар'єри у національній команді, яка тривала 13 років, провів у формі головної команди країни 64 матчі, забивши 8 голів.

## Кар'єра тренера
Розпочав тренерську кар'єру, повернувшись до футболу після тривалої перерви, 2010 року, очоливши тренерський штаб клубу «Есперанс», де пропрацював з 2010 по 2013 рік.
У 2013 році став головним тренером національної збірної Тунісу, яку тренував один рік.
Протягом 2013–2014 років очолював команду клубу «Аль-Джаїш».
Згодом протягом 2014–2017 років очолював тренерський штаб збірної Кувейту, яка під його керівництвом була учасником кубка Азії з футболу 2015 року в Австралії.
27 квітня 2017 року удруге очолив тренерський штаб збірної Тунісу. Під його керівництвом команда уперше за 12 років кваліфікувалася на світову першість, вигравши свою групу відбору на ЧС-2018. Безпосередньо у фінальній частині ЧС-2018 тунісці здобули три очки на груповому етапі, здолавши дебютанта чемпіонатів світу збірну Панами, і до плей-оф не вийшли. Після цього Маалул пішов у відставку.
Невдовзі очолив тренерський штаб катарського клубу «Аль-Духаїль».

## Титули і досягнення

### Як гравця
- Чемпіон Тунісу (7): 1981-1982, 1984-1985, 1987-1988, 1988-1989, 1992-1993, 1993-1994, 1995-1996
- Володар Кубка Тунісу (3): 1985-1986, 1988-1989, 1997-1998
- Володар Суперкубка Тунісу (1): 1993
- Володар Кубка арабських чемпіонів (1): 1993
- Володар Арабського кубка володарів кубків (1): 1995

### Як тренера
- Чемпіон Тунісу (3): 2010-2011, 2011-2012, 2021-2022
- Володар Кубка Тунісу (1): 2011-2012
- Переможець Ліги чемпіонів КАФ (1): 2011
- Володар Кубка наслідного принца Катару (1): 2014
- Володар Кубка Еміра Кувейту (1): 2021
- Чемпіон Кувейту (1): 2021-22
- Володар Суперкубка Кувейту (1): 2023